# Bracisepalum densiflorum
Bracisepalum densiflorum är en orkidéart som beskrevs av De Vogel. Bracisepalum densiflorum ingår i släktet Bracisepalum och familjen orkidéer.
Artens utbredningsområde är Sulawesi. Inga underarter finns listade i Catalogue of Life.